# Айкеєво
Айке́єво (рос. Айкеево, ерз. Айкеево) — присілок у складі Темниковського району Мордовії, Росія. Входить до складу Аксьольського сільського поселення.
Населення — 6 осіб (2010; 7 у 2002).
Національний склад (станом на 2002 рік):
- татари — 71 %
- мордва — 29 %